# Quyền hành
Quyền hành, quyền hạn hay thẩm quyền là quyền thực thi quyền lực, có thể được chính quyền hóa do một nhà nước và được thực thi bằng cách phán xét, bổ nhiệm các nhân viên điều hành của chính phủ, hoặc đại diện của giáo hội hoặc linh mục của một vị thần hoặc các vị thần khác. Quyền hạn, theo nghĩa "ủy quyền", cũng có thể có nghĩa là quyền hoàn thành một hành động hoặc thực hiện một đơn đặt hàng.
Trong chính phủ, quyền hành thường được sử dụng thay thế cho nhau với quyền lực. Tuy nhiên, ý nghĩa của chúng khác nhau: trong khi quyền lực là khả năng ra lệnh hoặc hoàn thành mục tiêu hoặc gây ảnh hưởng đến người khác, thì quyền hành/thẩm quyền đề cập đến một yêu sách về tính hợp pháp, sự biện minh và quyền thực thi quyền lực đó. Ví dụ, trong khi một đám đông có thể có quyền trừng phạt một tên tội phạm bằng cách đánh đập hoặc xử tội tại chỗ, thì luật pháp chỉ ra rằng chỉ có một tòa án của pháp luật mới có thẩm quyền xác định và đưa ra một tội phạm để trừng phạt. Theo nghĩa này, thẩm quyền là vấn đề không chỉ là khả năng hay quyền lực để đưa ra quyết định, mà còn là quyền đưa ra các quyết định này và thực thi chúng với quyền lực tương xứng. Thẩm quyền phù hợp là cơ sở của chính phủ tốt trong quan niệm của chính phủ cộng hòa, nơi tìm thấy nhiều nguồn gốc lý thuyết của nó ở La Mã cổ đại.

## Lịch sử
Những hiểu biết cổ xưa về quyền hành bắt nguồn từ Rome và rút ra từ tư tưởng Công giáo (Thomistic) và những cách hiểu truyền thống khác. Theo các thuật ngữ hiện đại hơn, các hình thức thẩm quyền bao gồm thẩm quyền chuyển tiếp được thể hiện ở Campuchia, cơ quan công quyền dưới hình thức quyền lực phổ biến, và, về mặt hành chính hơn, kỹ thuật quản lý hoặc quản lý. Về mặt quản trị quan liêu, một hạn chế của các đại lý chính phủ của nhánh hành pháp, như George A. Krause vạch ra, là họ không gần với ý chí phổ biến như các đại diện được bầu. Các yêu sách của chính quyền có thể mở rộng đến chủ quyền quốc gia hoặc cá nhân, được hiểu rộng rãi hoặc tạm thời là một yêu sách đối với chính quyền được hợp pháp hóa.
Các ứng dụng lịch sử của thẩm quyền về mặt chính trị bao gồm sự hình thành nhà nước thành phố Geneva và các chuyên luận thực nghiệm liên quan đến chủ đề chính quyền liên quan đến giáo dục bao gồm Emile của Jean-Jacques Rousseau. Như David Laitin định nghĩa, thẩm quyền là một khái niệm quan trọng được xác định trong việc xác định phạm vi và vai trò của lý thuyết chính trị, khoa học và điều tra. Sự liên quan của sự hiểu biết có căn cứ về thẩm quyền bao gồm nền tảng cơ bản và sự hình thành của các thể chế hoặc đại diện chính trị, dân sự và/hoặc giáo hội. Tuy nhiên, trong những năm gần đây, quyền hành trong bối cảnh chính trị đã bị thách thức hoặc bị nghi ngờ.

## Triết lý chính trị
Đã có một số đóng góp cho cuộc tranh luận của chính quyền. Có một số học giả như Hannah Arendt, Carl Joachim Friedrich, Thomas Hobbes, Alexandre Kojève và Carl Schmitt đã viết một số tác phẩm đáng chú ý nhất.